# Proscenium
Proscenium är scenen på en grekisk eller romersk teater där handlingen utspelas. På en modern teater är det utrymmet mellan sidan och salongen, oftast i form av en svart "ram" runt scenöppningen.